# CDU Thüringen
Die CDU Thüringen ist ein Landesverband der Christlich Demokratischen Union Deutschlands und mit 7.200 Mitgliedern (Stand: Juli 2025) der größte Landesverband aller Parteien im Freistaat. Er entstand 1990 aus der zuvor mit der Demokratischen Bauernpartei Deutschlands und dem Demokratischen Aufbruch vereinigten CDU der DDR im Gebiet der Bezirke Erfurt, Gera und Suhl. Von 1990 bis 2014 und seit 2024 stellt die CDU den Thüringer Ministerpräsidenten, wobei sie zehn Jahre lang mit absoluter Mehrheit regierte. Landesvorsitzender ist seit 2022 Mario Voigt, der seit 2024 auch Ministerpräsident ist.

## Organisation

### Landesverband
Der Landesverband Thüringen der Christlich Demokratischen Union Deutschlands (CDU) ist der Zusammenschluss aller Mitglieder der CDU im Freistaat Thüringen. Er hat die Aufgabe, durch seine Organe, Kreis- und Ortsverbände und Vereinigungen, die politische Willensbildung in der CDU und im öffentlichen Leben zu fördern und dessen Mitglieder über alle wichtigen politischen Entscheidungen zu unterrichten und sie zur Teilnahme an der Politik anzuregen. Der Landesparteitag ist dabei das oberste politische Organ der CDU Thüringen. Er wird vom Landesvorstand einberufen und tritt mindestens einmal jährlich zusammen. Er ist insbesondere zuständig für alle die CDU Thüringen berührenden Angelegenheiten von grundsätzlicher Bedeutung.
Der Landesverband der CDU Thüringen unterhält eine Landesgeschäftsstelle. Sie ist für die politische, administrative und finanzielle Organisation der Partei auf Landesebene zuständig. Dazu gehört auch die strategische und konzeptionelle Vorbereitung von Wahlkämpfen und Kampagnen.

### Landesvorstand
Der Landesvorstand vertritt den Landesverband nach außen und führt dessen Geschäfte auf Landesebene. Er wird alle zwei Jahre von einem Landesparteitag neu gewählt. Zuletzt wurde der Vorstand auf dem 38. Landesparteitag in Pößneck am 14. Dezember 2024 gewählt.
| Vorsitzender                      | Mario Voigt |
| Stellvertretende Vorsitzende      | Beate Meißner, Thadäus König, Christian Hirte, Marion Frant, Wolfgang Weisskopf |
| Schatzmeister                     | Christian Herrgott |
| Generalsekretär                   | Niklas Waßmann |
| Landesmitgliederbeauftragte       | Claudia Heber |
| Landtagspräsident                 | Thadäus König |
| Vorsitzender der Landtagsfraktion | Andreas Bühl |
| Beisitzer                         | Thomas Gottweiss, Jessica Kellner, Michael Brychcy, Carolin Gerbothe, Christian Klein, Lilly Krahner, Caroline Lösche, Michael Brodführer, Ulrike Jary, Stefan Schard, Jonas Urbach, Lilli Fischer, Stephan Wydra, Kristina Nordt, Lennart Geibert |
| Kooptierte Mitglieder             | Colette Boos-John, Christian Tischner, Stefan Gruhner, Rolf Berend, Ulrich Born, Jörg Kellner, Mihajlo Kolakovic, Steffen Peschke, Egon Primas, Gurdeep Singh Randhawa, Joel Kleditz, Julius Bock, Marion Rosin                                    |

### Kreisverbände
Die CDU Thüringen gliedert sich entsprechend der Verwaltungsstruktur des Freistaates Thüringen in 23 Kreisverbände. Diese setzen sich aus einzelnen Stadt- und Ortsverbänden zusammen. Diese sind: Altenburger Land, Eichsfeld, Erfurt, Gera, Landkreis Gotha, Landkreis Greiz, Landkreis Hildburghausen, Ilm-Kreis, Jena, Kyffhäuserkreis, Landkreis Nordhausen, Saale-Holzland-Kreis, Saale-Orla-Kreis, Landkreis Saalfeld-Rudolstadt, Landkreis Schmalkalden-Meiningen, Landkreis Sömmerda, Landkreis Sonneberg, Suhl, Unstrut-Hainich-Kreis, Wartburgkreis, Weimar und Landkreis Weimarer Land.

## Programm

### Grundsatzprogramm
Auf Initiative des damaligen Generalsekretärs der CDU Thüringen Mike Mohring wurde auf dem 22. Landesparteitag vom 15. bis 17. Juni 2007 in Saalfeld das Grundsatzprogramm der CDU Thüringen „Was uns verbindet“ einstimmig beschlossen. Es beschreibt die Grundwerte der CDU Thüringen, wie Freiheit, Gerechtigkeit und Solidarität. Weiterhin lassen sich im Programm Rahmenstellungen für viele politische Thematiken ausmachen und ein Bekenntnis zur freiheitlich demokratischen Grundordnung, zur Sozialen Marktwirtschaft, zum Föderalismus und zur kommunalen Selbstverwaltung. Im Zuge der Ausarbeitung des Programms fanden mehrere Foren unter Beteiligung der Mitglieder und bekannter Referenten statt. So diskutierte man unter anderem mit dem damaligen Präsidenten des Deutschen Bundestages Norbert Lammert über das Thema „Heimat und Patriotismus“.

### Thüringen 2020
Die CDU Thüringen startete im Jahr 2010 unter dem Titel „Thüringen 2020“ einen Diskussionsprozess zur Zukunft des Freistaats Thüringen. Den Auftakt bildete der ZukunftsDIALOG im Jenaer Zeiss-Planetarium am 8. Oktober 2010, zu dem Mitglieder, Abgeordnete, Mitglieder der Landesregierung und Kommunalpolitiker zusammenkamen. Im Rahmen des Programms konnten sich alle Mitglieder im Rahmen von ZukunftsWERKSTÄTTEN zu verschiedenen Themen aktiv in die inhaltliche Arbeit einbringen. In den Werkstätten wurden Perspektiven, Ideen und Konzepte in einzelnen Politikfeldern für das Jahr 2020 entwickelt.

### Thüringenplan 2014–2019
Der Thüringenplan war das Regierungs- bzw. Wahlprogramm der CDU Thüringen für die Jahre 2014 bis 2019 und spiegelte die wichtigsten inhaltlichen Standpunkte der Partei wider. So sprach man sich unter anderem dafür aus, bürgernahe Strukturen im Land zu erhalten, Noten und Kopfnoten verbindlich festzuschreiben, mindestens 2.500 neue Lehrer in Thüringen bis 2019 einzustellen, einen Meisterbonus einzuführen wie auch die Generationengerechtigkeit als Staatsziel in die Thüringer Verfassung zu schreiben.

## Geschichte

### Gründung
Die CDU Thüringen wurde am 20. Juli 1945 in Weimar gegründet. Erster Landesvorsitzender wurde Max Kolter, vertreten von Georg Grosse. Max Kolter wurde im Juli 1945 durch die Sowjetische Militäradministration in Deutschland (SMAD) zum Vizepräsidenten der Landesregierung unter Ministerpräsident Rudolf Paul ernannt. Der erste Konflikt, den die CDU mit der Besatzungsmacht austrug, war der um die Bodenreform. Die CDU stand den Enteignungen kritisch gegenüber. Max Kolter musste den Widerstand gegen die Bodenreform mit seinem Leben bezahlen. Am 4. Dezember 1945 wurde er von der SMAD aus seinen Ämtern entlassen und verhaftet. Am 22. Dezember 1945 starb er in Haft.
Ab dem 1. Mai 1946 konnte die CDU Thüringen mit dem Thüringer Tageblatt eine eigene Zeitung herausbringen. Durch geringe Zuweisungen von Papier und Druckkapazitäten wussten SED und SMAD jedoch Auflage und Wirkung gering zu halten.
Bei der halbfreien Landtagswahl 1946 erreichte die CDU mit 18,9 Prozent und 19 Mandaten nur den dritten Platz nach SED und LDP.

### Gleichschaltung und Blockpartei
Mit der Absetzung Jakob Kaisers als Vorsitzender der CDU in der SBZ im Dezember 1947 wurden auch in Thüringen die Möglichkeiten der Parteiarbeit weiter eingeschränkt. Ab Februar 1948 durften in Thüringen nur noch CDU-Versammlungen durchgeführt werden, wenn die SMAD die Reden und Erklärungen vorher genehmigt hatte. Hierdurch sollten Solidaritätsadressen zu Kaiser verhindert werden. Auch waren bei Vorstands- und Fraktionssitzungen der CDU Thüringen immer Offiziere der SMAD anwesend. Eine freie Meinungsbildung war hierdurch unmöglich geworden. So nahm der Landesvorstand am 23. Dezember 1947 in Anwesenheit von Sowjetmajor Popolowski in offener Abstimmung eine gegen Kaiser gerichtete Entschließung an. Eine „Säuberungswelle“ führte zur Absetzung oder dem erzwungenen Rücktritt vieler CDU-Funktionäre. Nachdem bereits 1946 Hans Lukaschek zur Flucht in den Westen veranlasst wurde, forderte die SMAD am 14. Februar 1948 Versorgungsminister Georg Grosse zum Rücktritt auf. Bis zum 5. März 1948 waren zwölf der 25 Kreisvorsitzenden der CDU abgesetzt oder zum Rücktritt gezwungen worden. Auf dem Landesparteitag vom 21. bis 24. Mai 1948 kam es zu einer Kampfabstimmung um den Landesvorsitz. Georg Grosse, der sich zu Kaiser bekannte, erhielt 149 Stimmen, Siegfried Trommsdorff nur 69. Die SMAD untersagte Grosse die Annahme des Amtes und Trommsdorff blieb Landesvorsitzender.
Im Sommer 1948 kam es im Landtag zum letzten Versuch der demokratischen Parteien, parlamentarische Spielregeln einzufordern. Der Fraktionsvorsitzende der CDU, Karl Magen, kritisierte die einseitige Besetzung der Polizei mit SED-Mitgliedern und kündigte eine Ablehnung eines Gesetzesentwurfs der SED an, mit dem die Verwaltungsgerichtsbarkeit faktisch abgeschafft werden sollte. Nachdem er durch tägliche Verhöre und Kontrollen der SMAD deutlich vor Augen geführt bekam, dass eine Oppositionsarbeit von den Machthabern nicht geduldet werden würde, floh er im Juni 1948 nach Westdeutschland.
Sein Nachfolger als Fraktionsvorsitzender, Johannes Mebus, kritisierte gemeinsam mit dem Fraktionsvorsitzenden der LDPD, Hermann Becker, am 23. Juli 1948 erneut die totalitären Machtansprüche der SED und die einseitige Besetzung der Schulratsposten mit SED-Anhängern. Noch in der Landtagssitzung wurde Becker (ungeachtet seiner parlamentarischen Immunität) verhaftet und in ein Arbeitslager in der Sowjetunion deportiert. Mit dieser Maßnahme gelang es SED und SMAD, den Widerstand der demokratischen Parteien zu brechen.
Am 4. März 1949 entschied der Landesvorstand der gleichgeschalteten CDU die Einführung des „Demokratischen Zentralismus“, also der Abschaffung der innerparteilichen Demokratie. Wahlen zu Parteiämtern bedurften nun der Zustimmung.
Eine weitere „Säuberungswelle“ lief durch die Partei. Der Chefredakteur des Thüringer Tageblattes, Heinz Baumann, wurde zu 25 Jahren Arbeitslager verurteilt und durch den linientreuen August Bach ersetzt. Die Kreisvorstände in Erfurt, Eisenach und Saalfeld wurden abgesetzt, die Kreisvorsitzenden Johann Panther und Peter Mölken zur Flucht in den freien Westen gezwungen. Auch Grosse musste im August 1949 in den Westen fliehen.
In der Thüringer Landesregierung stellte die CDU neben dem Amt des Vizepräsidenten (Juli 1945 bis 4. Dezember 1945: Max Kolter) die Minister für:
- Forstwirtschaft (1946: Hans Lukaschek; 25. Februar 1950 bis 21. November 1950: Herbert Wetzstein)
- Handel und Versorgung (9. Oktober 1947 bis 14. Februar 1948: Georg Grosse; 14. Februar 1948 bis 6. Juli 1950: Heinrich Gillessen; 6. Juli 1950 bis 21. November 1950: Walter Rücker; 21. November 1950 bis 23. Juli 1952: Willy Rutsch)
- Kultur und Volkserziehung (4. Dezember 1945 bis 1. September 1947: Wilhelm Wolf)
- Verkehr (9. Oktober 1947 bis 25. Februar 1950: Wilhelm Bachem; 25. Februar 1950 bis 15. Oktober 1950: Hellmut von Oertzen)

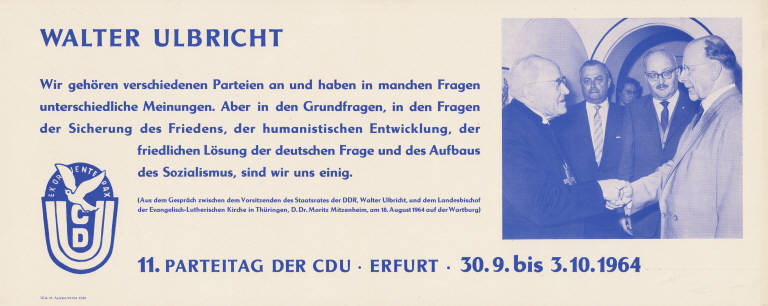
CDU-Parteitag Erfurt 1964

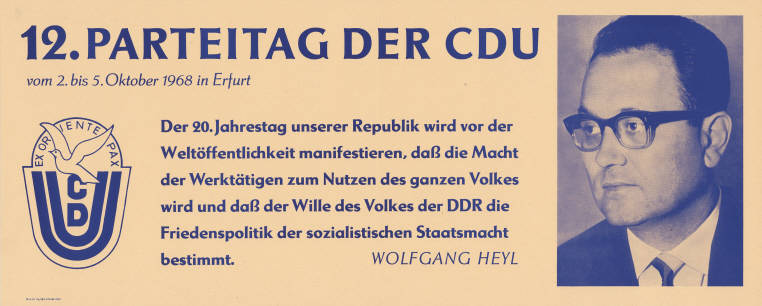
CDU-Parteitag Erfurt 1968

Mit der Abschaffung der Länder 1952 traten an die Stelle des Landesverbandes die CDU-Organisationen in den neugeschaffenen Bezirken Erfurt, Gera und Suhl. Wie in der übrigen DDR gehörte die CDU bis 1990 als Blockpartei zur Nationalen Front. Deshalb war sie in den Bezirkstagen sowie in den Kreistagen und Gemeindevertretungen jeweils durch eine vorher festgelegte Zahl von Abgeordneten vertreten. Gleiches galt für die DBD, die 1990 in der CDU Thüringen aufging. Die Blockparteien waren auch an den Regierungsorganen der verschiedenen Ebenen beteiligt, bis hin zum Ministerrat und dem Staatsrat der DDR. So war der CDU-Politiker Luitpold Steidle, der unter anderem am Aufbau der NVA mitgewirkt hat, nicht nur von 1949 bis 1971 Mitglied der Volkskammer, sondern von 1949 bis 1958 DDR-Gesundheitsminister und von 1960 bis 1969 Oberbürgermeister von Weimar. Die CDU stellte von 1946 bis 1989 durchgängig die Oberbürgermeister von Weimar. Gerhard Baumgärtel, der dieses Amt von 1982 bis 1989 innehatte, war von 1986 bis 1990 zugleich Abgeordneter der Volkskammer und von November 1989 bis März 1990 Bauminister der DDR. Sieben der 17 Parteitage der Ost-CDU fanden in Thüringen (Weimar bzw. Erfurt) statt. Die CDU verfügte in der DDR unter anderem über eigene Immobilien, Produktionsbetriebe, Ferieneinrichtungen und Verlage. Im November 1990 verzichtete die CDU endgültig auf das nicht rechtsstaatlich erworbene Vermögen der Ost-CDU und der DBD.
Die meisten Mitglieder und Mandatsträger der CDU Thüringen in den ersten Jahren nach der Friedlichen Revolution waren bereits vor 1989 Mitglieder der Ost-CDU gewesen. Wie bei allen ehemaligen Nachfolgeorganisationen des DDR-Parteiensystems sind die Mitgliederzahlen seit Beginn der 1990er Jahre kontinuierlich zurückgegangen, von 27.000 im Jahr 1991 auf 9.500 im Jahr 2018. Damit war der Einbruch allerdings weniger heftig als bei der FDP und der PDS. Die von 2003 bis 2014 regierenden CDU-Ministerpräsidenten Dieter Althaus und Christine Lieberknecht gehörten ebenso bereits vor 1989 in Thüringen der CDU an wie Evelin Groß, von 2015 bis 2020 Geschäftsführerin des Landesverbandes. Birgit Diezel, von 2009 bis 2014 sowie von 2018 bis 2019 Präsidentin des Thüringer Landtags, gehörte vor 1989 der DBD an. Auf eine einzigartige Parlamentskarriere kann Marion Walsmann zurückblicken, die im Zeitraum 2008 bis 2013 Justizministerin, Finanzministerin und Chefin der Staatskanzlei in Thüringen war. Sie saß für die CDU zunächst von 1986 bis 1990 in der Volkskammer, dann von 2004 bis 2018 im Thüringer Landtag und ist seit 2019 Mitglied des Europäischen Parlaments. Mit dem Generationswechsel geht allerdings die Zahl ehemaliger Blockparteimitglieder unter den Amts- und Mandatsträgern der CDU Thüringen inzwischen stark zurück.

### Nach der Wende und Deutschen Wiedervereinigung 1989/1990

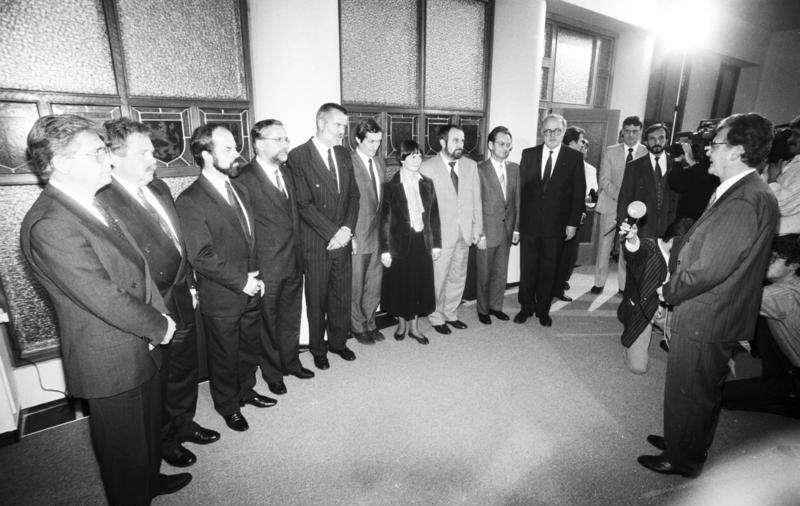
Das erste Kabinett des Landes Thüringen am 8. November 1990 (von links): Jentsch, Böck, Sieckmann, Fickel, Axthelm, Zeh, Lieberknecht, Sklenar, Schultz, Lengemann, Duchač

Nach der Wende wurde mit dem Ländereinführungsgesetz vom 22. Juli 1990 das Land Thüringen wiederhergestellt. Dementsprechend gingen die drei CDU-Bezirksverbände Erfurt, Gera und Suhl im CDU-Landesverband Thüringen auf. Josef Duchač, seit 1957 CDU-Mitglied und von 1986 bis 1989 im Rat des Kreises Gotha für Wohnungswirtschaft zuständig, wurde im August 1990 Landesbeauftragter für Thüringen.

#### Als Regierungspartei 1990–2014
Bei der ersten freien und demokratischen Landtagswahl am 14. Oktober 1990 trat die CDU mit Duchač als Spitzenkandidat an und ging aus der Wahl mit 45,5 Prozent der Stimmen als stärkste Partei hervor: Bei 44 von 89 Sitzen fehlte nur ein Sitz zur absoluten Mehrheit. Am 8. November 1990 wurde Duchač zum Ministerpräsidenten einer CDU-FDP-Koalitionsregierung gewählt (Kabinett Duchač). Von den CDU-Ministern dieses Kabinetts hatten drei – Hans-Henning Axthelm, Willibald Böck und Christine Lieberknecht – bereits vor 1989 wie Duchač selbst der Ost-CDU angehört. Der Landwirtschaftsminister Volker Sklenar kam aus der Demokratischen Bauernpartei Deutschlands, einer weiteren Blockpartei, die 1990 in der gesamtdeutschen CDU aufgegangen war. Mit Hans-Joachim Jentsch und Jochen Lengemann kamen zwei Minister aus der West-CDU, während Klaus Zeh als einziges Regierungsmitglied zur oppositionellen Bürgerbewegung der DDR gehört hatte, als Mitglied des 1989 gegründeten und 1990 in die CDU integrierten Demokratischen Aufbruchs. Nach Stasi-Vorwürfen trat Duchač am 23. Januar 1992 zurück und Bernhard Vogel wurde sein Nachfolger als Ministerpräsident.
Bei der Landtagswahl 1994 wurde die CDU bei leichten Verlusten und einem Ergebnis von 42,6 Prozent als stärkste Partei bestätigt. Da die FDP an der Fünf-Prozent-Hürde gescheitert war, kam es zu einer großen Koalition mit der SPD unter der Führung von Vogel. Mit 51,0 Prozent der Stimmen erreichte die CDU bei der Landtagswahl 1999 die absolute Mehrheit und bildete eine Alleinregierung. Am 5. Juni 2003 wurde Dieter Althaus Vogels Nachfolger als Ministerpräsident. Bei der Landtagswahl 2004 konnte die CDU zwar ihr Ergebnis der vorherigen Wahl mit einem Stimmenanteil bon 43,0 Prozent nicht wiederholen, doch auch dieses Ergebnis reichte knapp für eine absolute Mehrheit im Landtag.
Die vorgesehene Nominierung von Althaus als Spitzenkandidat zur Landtagswahl 2009 wurde durch dessen Skiunfall am Neujahrstag 2009 überschattet. Am 14. März 2009 wurde er in Waltershausen in Abwesenheit zum Spitzenkandidaten gekürt. Die Wahl am 30. August 2009 brachte einen deutlichen Rückschlag für die CDU: Obwohl sie stärkste Partei im Land blieb, verlor sie mehr als elf Prozentpunkte, ein Drittel ihrer Mandate im Landtag und damit nach zehn Jahren ihre absolute Mehrheit. Vier Tage nach der Wahl gab Althaus seinen Rücktritt als Ministerpräsident und CDU-Landesvorsitzender bekannt. Daraufhin ernannte das Präsidium der CDU Thüringen am 8. September 2009 Christine Lieberknecht einstimmig zur Kandidatin der Partei für das Ministerpräsidentenamt.
Nach Sondierungsgesprächen traten CDU und SPD in Koalitionsverhandlungen ein. Am 20. Oktober 2009 stellten CDU und SPD den fertigen Koalitionsvertrag vor. Beide Koalitionsparteien segneten den Vertrag auf ihren Parteitagen am 25. Oktober 2009 ab. Auf dem Parteitag der CDU wurde Lieberknecht mit 83,3 Prozent zugleich zur neuen CDU-Landesvorsitzenden gewählt.

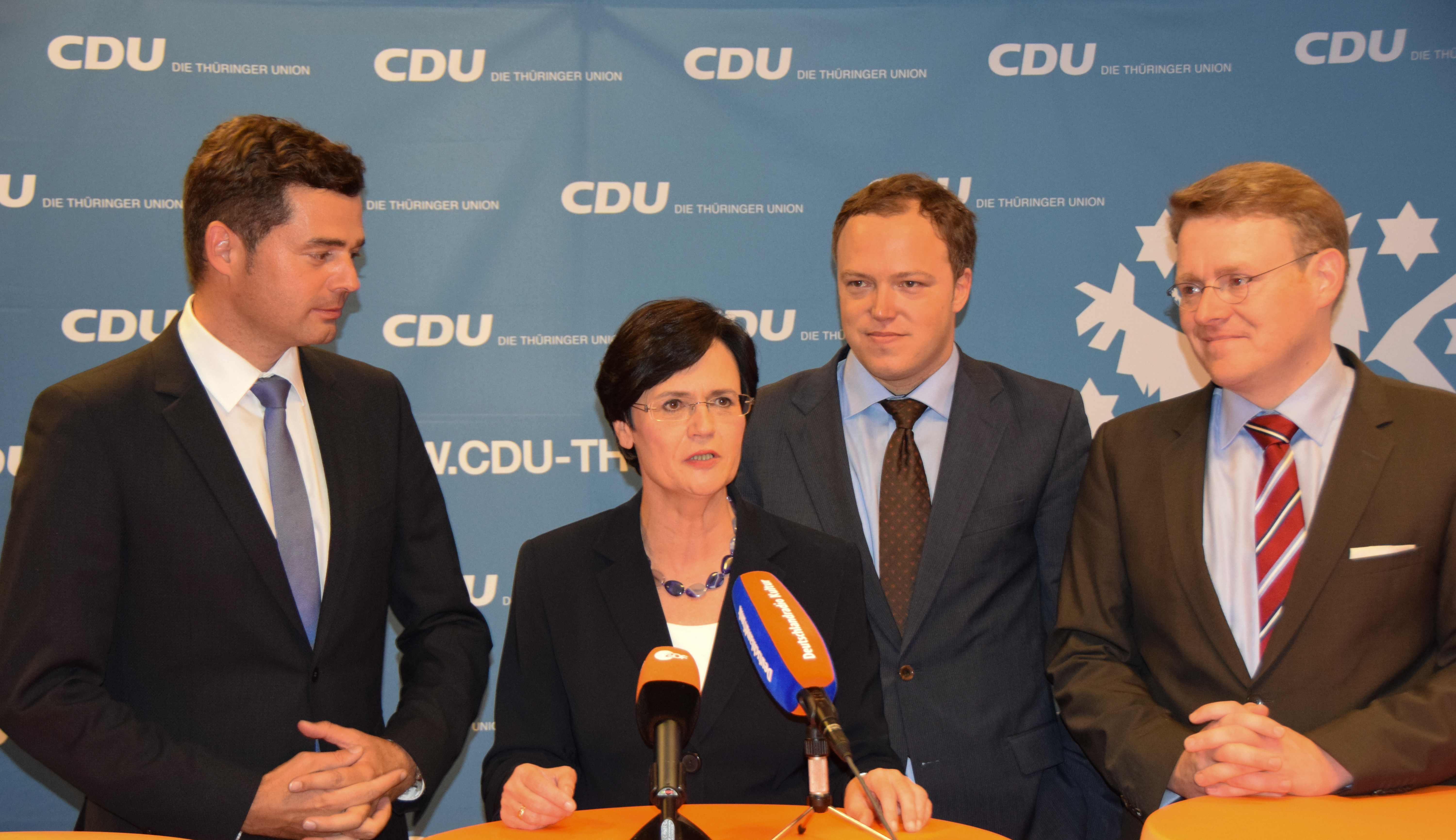
Mike Mohring, Christine Lieberknecht, Mario Voigt und Christian Carius (v. l. n. r.) beim Wahlabend der Landtagswahl in Thüringen am 14. September 2014 in Erfurt.

Am 30. Oktober 2009 wurde Lieberknecht im dritten Wahlgang zur Ministerpräsidentin gewählt. Für die Landtagswahl in Thüringen 2014 wurde sie am 14. Februar 2014 auf einer Landesvertreterversammlung der CDU Thüringen mit 93,2 Prozent zur Spitzenkandidatin gewählt. Unter ihrer Führung erreichte die CDU bei der Wahl 33,5 Prozent und blieb mit einem Zuwachs von 2,3 Prozentpunkten stärkste Kraft. Dennoch entschied sich der Regierungspartner SPD gegen die Fortsetzung der schwarz-roten Koalition unter Lieberknecht und für die erstmalige Bildung einer Koalition mit Die Linke und Bündnis 90/Die Grünen. Die rot-rot-grüne Mehrheit wählte am 5. Dezember 2014 den Linken-Spitzenkandidaten Bodo Ramelow zum Ministerpräsidenten in der Nachfolge von Christine Lieberknecht, die bereits zuvor angekündigt hatte, auf dem kommenden Landesparteitag nicht mehr als CDU-Parteivorsitzende zu kandidieren.

#### Oppositionsrolle von 2014 bis 2024
Mit der Vereidigung des rot-rot-grünen Kabinetts im Erfurter Landtag endete die 24-jährige Regierungszeit der CDU in Thüringen. Am 13. Dezember 2014 wurde Mike Mohring, der bereits seit 2008 den Vorsitz der CDU-Landtagsfraktion innehatte, mit 89,8 Prozent der Stimmen zum Landesvorsitzenden der Partei gewählt.

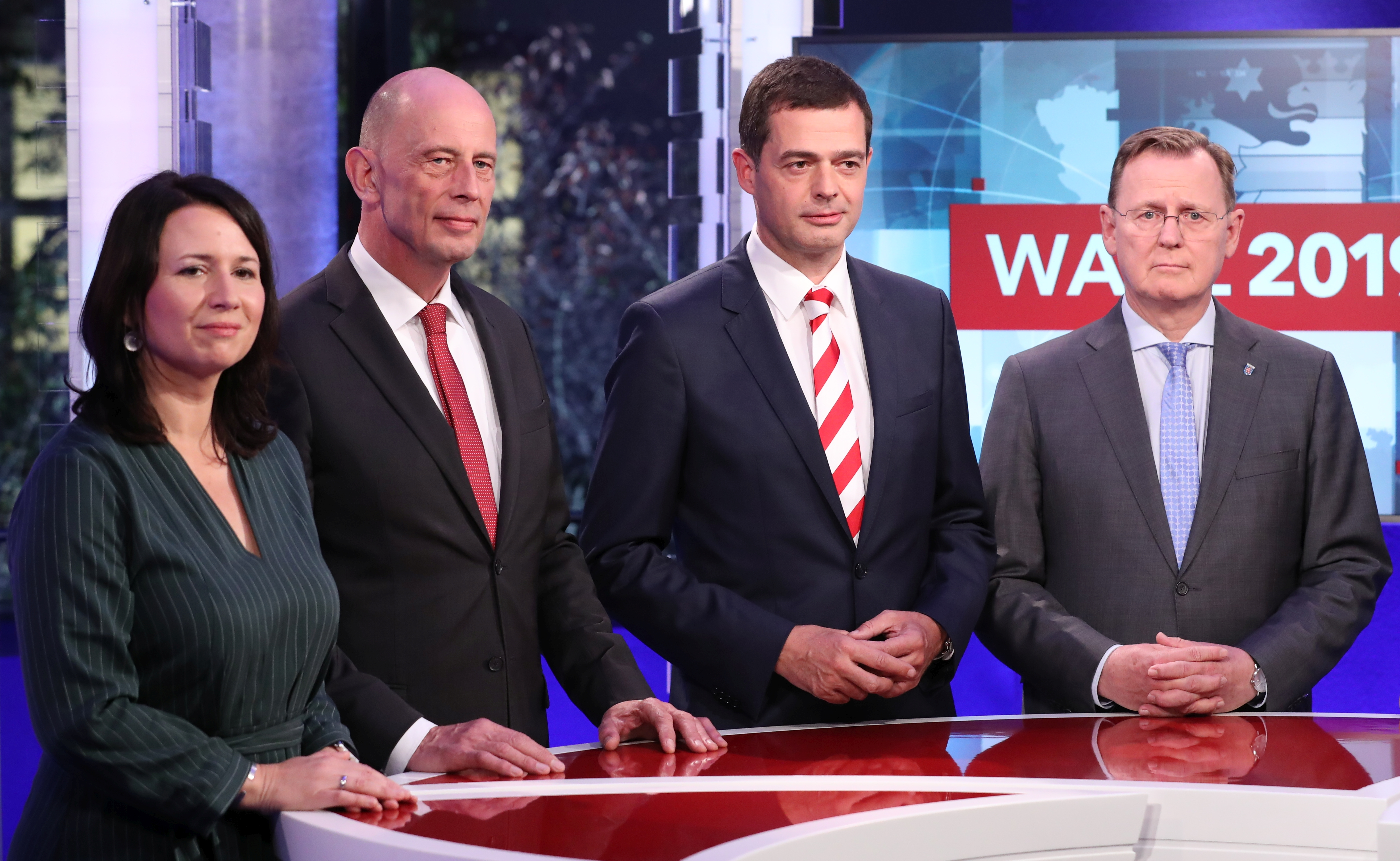
Anja Siegesmund, Wolfgang Tiefensee, Mike Mohring und Bodo Ramelow (v. l. n. r.) beim Wahlabend der Landtagswahl in Thüringen am 27. Oktober 2019 in Erfurt.

Obwohl Mohring im Januar 2019 bekannt gab, wegen einer Krebserkrankung in Behandlung zu sein, signalisierte er seine Bereitschaft, die CDU Thüringen in den nächsten Landtagswahlkampf zu führen. So wurde er am 4. Mai 2019 mit 94,2 Prozent der Delegiertenstimmen zum Spitzenkandidaten für die Landtagswahl in Thüringen 2019 gewählt. Am 11. Juni 2019 verkündete Mohring seine Genesung von der Krebserkrankung. Die Landtagswahl am 27. Oktober 2019 führte zu einer Zäsur für die CDU Thüringen. Die Partei verlor 11,8 Punkte auf 21,7 Prozent und wurde nur noch drittstärkste Kraft hinter der Linken von Ministerpräsident Ramelow und der rechtspopulistischen AfD. Weder die rot-rot-grüne Regierungskoalition noch die von Mohring angestrebte Simbabwe-Koalition aus CDU, SPD, Grünen und FDP erreichte eine Mehrheit. Eine Koalition mit den Linken und eine Zusammenarbeit mit der AfD lehnte der Thüringer CDU-Landesvorstand ab. Am 6. November 2019 wurde Mike Mohring mit 66 Prozent zum Vorsitzenden der nun auf 21 Mandate reduzierten Landtagsfraktion wiedergewählt.

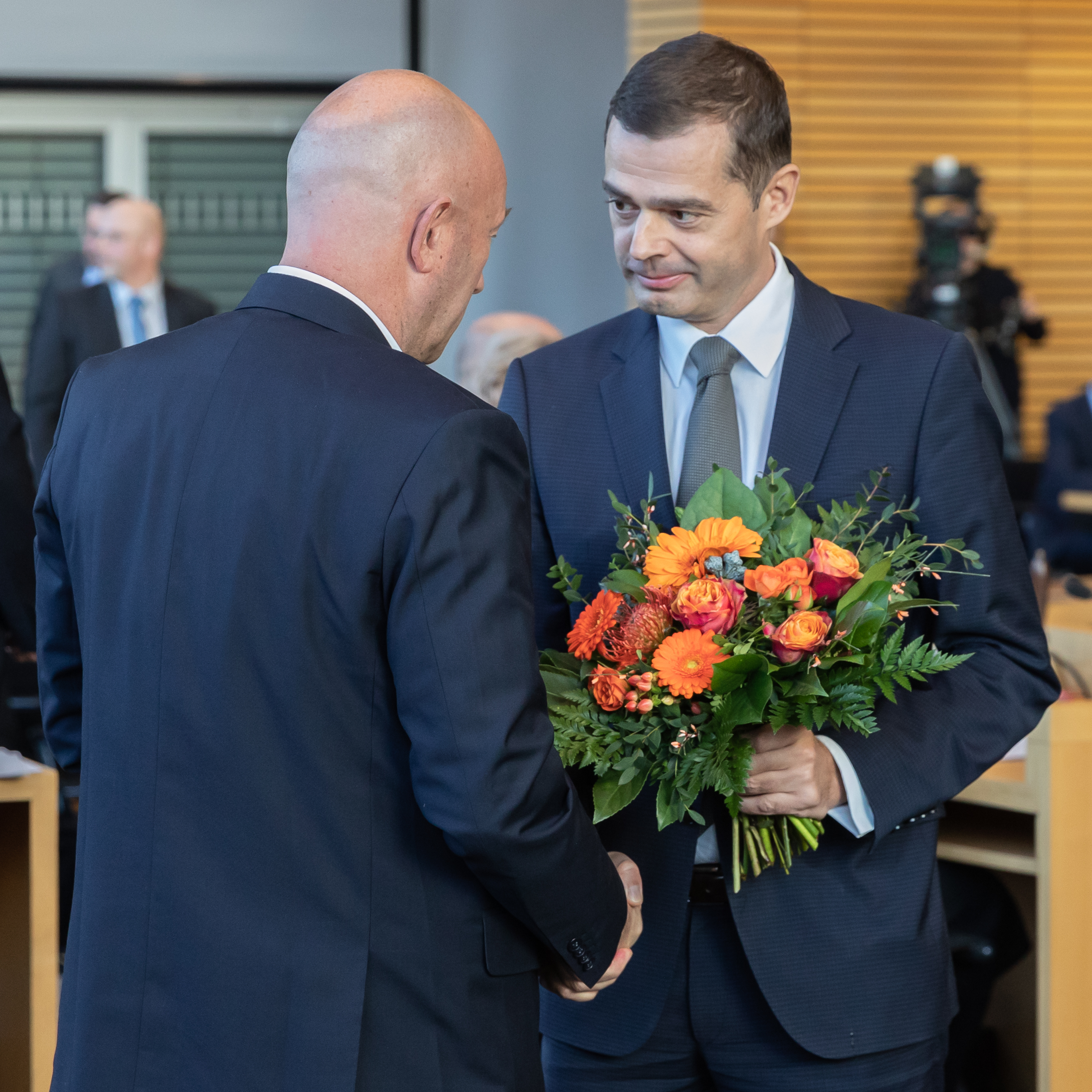
Mike Mohring (r.) gratuliert Thomas Kemmerich (l.) zur Wahl des Ministerpräsidenten im Thüringer Landtag am 5. Februar 2020.

Dass große Teile der CDU-Fraktion am 5. Februar 2020 gemeinsam mit der AfD und der FDP im dritten Wahlgang Thomas Kemmerich zum Ministerpräsidenten wählten, führte zur Regierungskrise in Thüringen 2020. Daraus resultierend kam es innerhalb der Bundes- und Landespartei zu zahlreichen Rücktritten. Zunächst kündigte Mike Mohring am 7. Februar 2020 an, sein Amt als Vorsitzender der CDU-Landtagsfraktion aufzugeben. Nachdem er Thomas Kemmerich via Twitter zur Wahl zum Ministerpräsidenten gratuliert hatte, bat Christian Hirte, Ostbeauftragter der Bundesregierung, am 8. Februar 2020 auf Druck von Bundeskanzlerin Angela Merkel um seine Entlassung. Am 10. Februar 2020 kündigte dann die CDU-Bundesvorsitzende Annegret Kramp-Karrenbauer an, ihr Amt niederzulegen und ihren Anspruch, Kanzlerkandidatin der Union für die Bundestagswahl 2021 zu werden, aufzugeben. Am 23. Februar 2020 erklärte Mohring, neben dem Fraktionsvorsitz auch den Landesvorsitz abzugeben. Ein von Rot-Rot-Grün und der CDU vereinbarter „Stabilitätsmechanismus“ zur Beendigung der Regierungskrise ermöglichte die Wiederwahl von Bodo Ramelow zum Ministerpräsidenten und sah zunächst eine Neuwahl des Thüringer Landtags am 25. April 2021.
Am 2. März 2020 wurde zunächst Mario Voigt mit 71,4 Prozent zum neuen Vorsitzenden der CDU-Landtagsfraktion gewählt. Am 19. September 2020 wurde dann Christian Hirte – wegen der COVID-19-Pandemie in Deutschland deutlich später als geplant – mit 67,6 Prozent zum neuen CDU-Landesvorsitzenden gewählt.
Am 17. November 2020 nominierte der CDU-Landesvorstand geschlossen Mario Voigt zum Spitzenkandidaten für die zunächst für das Jahr 2021 geplante Wahl zum achten Thüringer Landtag und damit zum Herausforderer von Ministerpräsident Bodo Ramelow.
Mit der Verabschiedung des Landeshaushaltes für 2021 im Landtag mit Stimmen der rot-rot-grünen Koalition und der CDU endete am 21. Dezember 2020 der vereinbarte „Stabilitätsmechanismus“. Aufgrund der dramatisch hohen Infektionszahlen in Thüringen im Zuge der COVID-19-Pandemie beschlossen Linke, CDU, SPD und Grüne am 14. Januar 2021 die vorgezogene Landtagswahl vom 25. April auf den 26. September 2021, dem Tag der Bundestagswahl, zu verschieben. Da jedoch die dafür notwendige Selbstauflösung des Thüringer Landtags nicht zustande kam, fand auch die Wahl letztlich nicht statt. Die vier Parteien verständigten sich am 27. Januar ferner auf eine weitere punktuelle Zusammenarbeit im Landtag bis zur Sommerpause 2021.
Im Nachgang der Bundestagswahl 2021, bei der die CDU in Thüringen um 11,9 Prozent auf 16,9 Prozent und damit hinter AfD und SPD rutschte, kündigte die Partei an, erstmals eine Mitgliederbefragung zu ihrem künftigen Kurs durchzuführen.
Nachdem am 13. Oktober 2021 die AfD-Fraktion im Thüringer Landtag den sofortigen Ausschluss des Abgeordneten Lars Schütze beschlossen hatte und am 6. Dezember 2021 die AfD-Abgeordnete Tosca Kniese sowohl Partei und Fraktion verließ, schrumpfte die AfD-Fraktion von 22 auf 20 Sitze. Damit übernahm die CDU mit 21 Mandaten und nun als zweitgrößte Fraktion die Oppositionsführung im Landtag. Der thüringische CDU-Fraktionschef Mario Voigt wurde damit ab dem 6. Dezember 2021 Oppositionsführer. Am 17. September 2022 wurde Voigt mit 85 Prozent der Stimmen zum Landesvorsitzenden gewählt.
Im September 2023 senkte die Opposition im Thüringer Landtag, bestehend aus CDU, FDP und AfD, die Grunderwerbsteuer von 6,5 auf 5,0 Prozent gegen den Widerstand der rot-rot-grünen Minderheitskoalition. Die CDU brachte den Vorschlag ein und erhielt Unterstützung von der AfD, was zu Kritik führte. Die Entscheidung wurde im Landtag knapp mit 46 zu 42 Stimmen getroffen.

#### Brombeerkoalition ab 2024

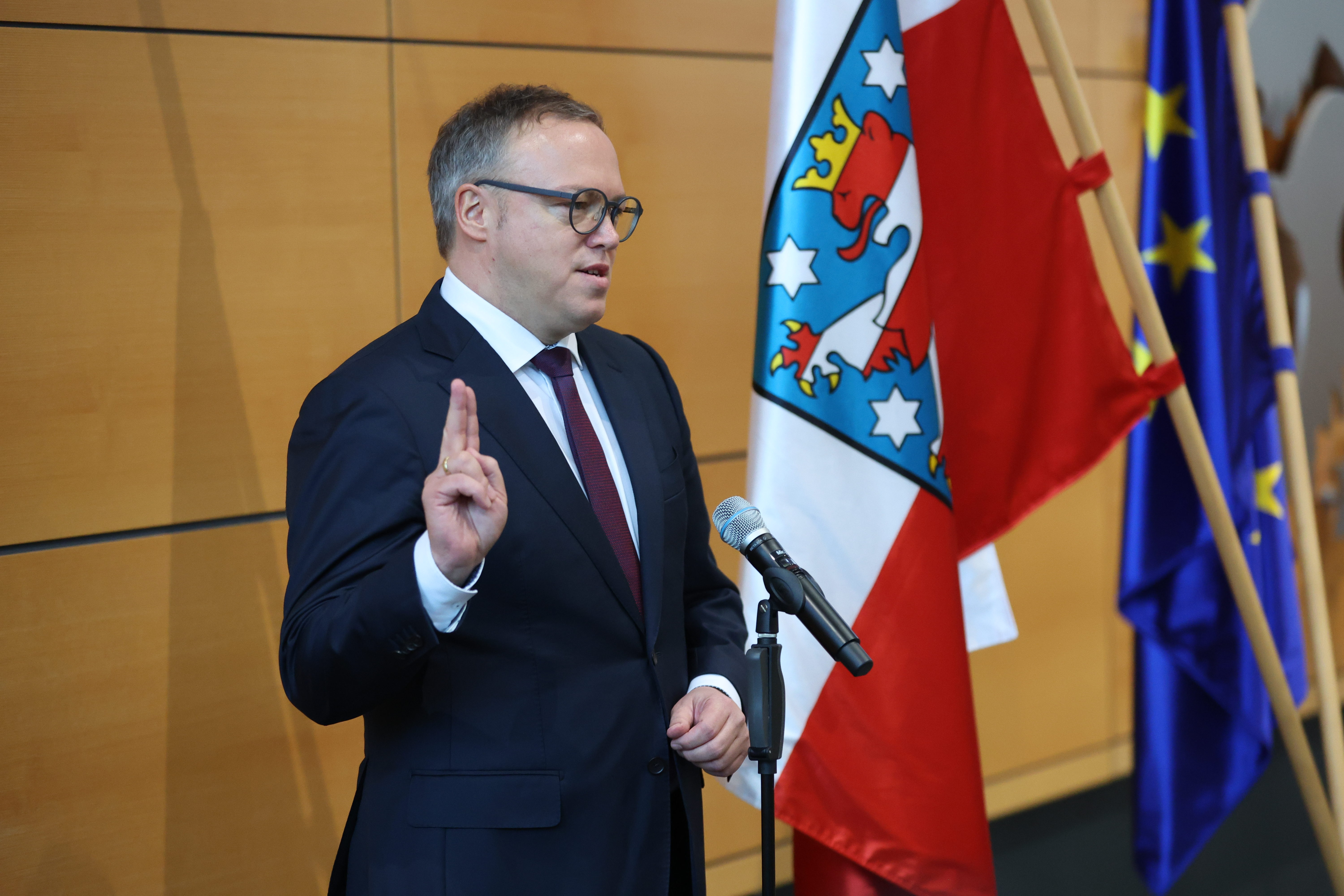
Vereidigung von Mario Voigt als Ministerpräsident am 12. Dezember 2024

Mario Voigt führte die CDU Thüringen schließlich als Spitzenkandidat in die Landtagswahl 2024. Im Vorfeld sorgte ein TV-Duell zwischen ihm und dem Spitzenkandidaten der in Umfragen führenden AfD, Björn Höcke, für Lob und Kritik.
Bei der Landtagswahl am 1. September 2024 wurde die CDU mit 23,6 Prozent der Stimmen hinter der AfD (32,8 Prozent) zweitstärkste Kraft und legte damit um 1,9 Prozentpunkte im Vergleich zur vorangegangenen Wahl zu. Sie distanzierte zudem das Bündnis Sahra Wagenknecht (BSW), das erstmals angetreten war und aus dem Stand 15,8 Prozent erhielt, sowie Die Linke von Ministerpräsident Ramelow, die dramatisch von 31,0 auf 13,1 Prozente einbrach. Da die CDU eine Zusammenarbeit mit AfD und der Linken ablehnte, führte sie Optionsgespräche mit BSW und SPD (6,1 Prozent) mit dem Ziel eine sogenannte Brombeer-Koalition unter Führung von Mario Voigt als Ministerpräsidenten zu bilden.
Am 12. Dezember 2024 wurde Voigt schließlich im Thüringer Landtag mit 51 Stimmen zum Ministerpräsidenten gewählt; anschließend bildete er das Kabinett Voigt. Mit 44 Sitzen im Parlament hat die Landesregierung aus CDU, BSW und SPD die gleiche Mandatsanzahl wie die Opposition aus AfD und der Linken.

## Historische Kommission
2015 berief die CDU Thüringen als erster ostdeutscher Landesverband der Partei eine unabhängige historische Kommission ein, die die Geschichte der CDU im Land Thüringen und den daraus hervorgegangenen Bezirken Erfurt, Gera und Suhl in der SBZ und DDR wissenschaftlich analysieren sollte.
Der zehnköpfigen Kommission gehörten unter anderen der Thüringer Landesbeauftragter zur Aufarbeitung der SED-Diktatur Christian Dietrich, Ehrhart Neubert von der Bundesstiftung zur Aufarbeitung der SED-Diktatur und Hermann Wentker vom Institut für Zeitgeschichte an. Die Kommission wurde von Jörg Ganzenmüller, dem Vorstandsvorsitzenden der Stiftung Ettersberg, geleitet. Für die Kommission forschte der Historiker Bertram Triebel. Die Tätigkeit wurde von der Konrad-Adenauer-Stiftung unterstützt. Dafür sichtete Triebel neben Akten der Ost-CDU im Archiv für Christlich-Demokratische Politik auch Dokumente der SED im Landesarchiv Thüringen und beim SAPMO im Bundesarchiv Berlin sowie Unterlagen des MfS beim BStU. Zudem stützte er sich in seiner Arbeit auf Zeitzeugeninterviews. Der Bericht der Kommission wurde am 30. September 2018 veröffentlicht.
Neben der wissenschaftlichen Arbeit der Kommission fanden öffentliche Zeitzeugenforen statt, auf denen Mitglieder und Funktionäre über ihr Wirken in der Partei berichteten. Das erste Zeitzeugenforum im Oktober 2016 auf Schloss Ettersburg befasste sich mit der Gründung und Transformation der CDU von 1945 bis 1961. Die zweite Veranstaltung im Oktober 2017 im Ursulinenkloster Erfurt behandelte die Geschichte der CDU vom Mauerbau am 13. August 1961 bis Mitte der 1980er Jahre. Im Mai 2018 fand ein abschließendes Zeitzeugenforum statt, das sich mit dem Wandel der Partei in der Friedlichen Revolution 1989/1990 auseinandersetzte.

## Parteivorsitzende
| Jahre                                     | Vorsitzender           |
| ----------------------------------------- | ---------------------- |
| 1945–1945                                 | Max Kolter             |
| 1946–1947                                 | Walter Körner          |
| 1947–1947                                 | Otto Schneider         |
| 1947–1950                                 | Siegfried Trommsdorff  |
| 1950–1952                                 | August Bach            |
| 1952 bis 1990 bestand kein Land Thüringen |                        |
| 1990–1990                                 | Uwe Ehrich             |
| 1990–1993                                 | Willibald Böck         |
| 1993–2000                                 | Bernhard Vogel         |
| 2000–2009                                 | Dieter Althaus         |
| 2009–2014                                 | Christine Lieberknecht |
| 2014–2020                                 | Mike Mohring           |
| 2020–2022                                 | Christian Hirte        |
| seit 2022                                 | Mario Voigt            |

## CDU-Fraktion im Thüringer Landtag

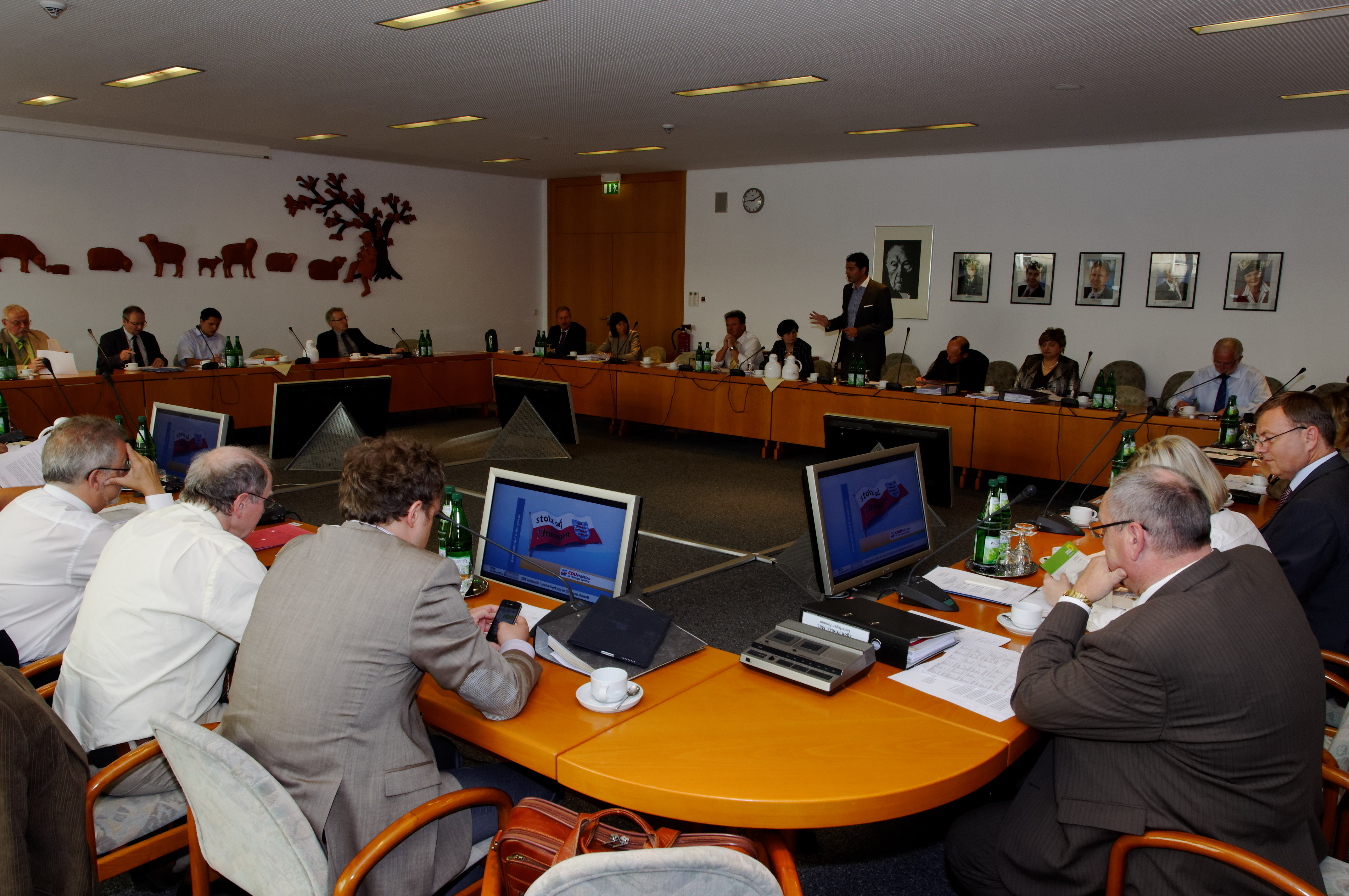
Fraktionssitzung der CDU-Landtagsfraktion am 18. Mai 2011

### Fraktionsvorsitzende
| Jahre                                     | Vorsitzender           |
| ----------------------------------------- | ---------------------- |
| 1946–1948                                 | Karl Magen             |
| 1948–1950                                 | Johannes Mebus         |
| 1950–1952                                 | Werner Gast            |
| 1952 bis 1990 bestand kein Land Thüringen |                        |
| 25. Oktober 1990 bis 24. November 1995    | Jörg Schwäblein        |
| 24. November 1995 bis 30. September 1999  | Christian Köckert      |
| 1. Oktober 1999 bis 5. Juni 2003          | Dieter Althaus         |
| 18. Juni 2003 bis 7. Juli 2004            | Frank-Michael Pietzsch |
| 8. Juli 2004 bis 8. Mai 2008              | Christine Lieberknecht |
| 8. Mai 2008 bis 2. März 2020              | Mike Mohring           |
| 2. März 2020 bis 13. Dezember 2024        | Mario Voigt            |
| seit 13. Dezember 2024                    | Andreas Bühl           |

### Aktuelle Zusammensetzung der Landtagsfraktion
Im 8. Thüringer Landtag ist die CDU-Fraktion mit insgesamt 23 Abgeordneten vertreten.